# Mannish Boy
«Mannish Boy» (или «Manish Boy»)  — песня Мадди Уотерса 1955 года.
Написана Мадди Уотерсом в качестве ответа на песню Бо Диддли «I’m a Man».
В 2004 году журнал Rolling Stone поместил песню «Mannish Boy» в исполнении Мадди Уотерса на 229 место своего списка «500 величайших песен всех времён». В списке 2011 года песня находится на 230 месте.
Кроме того, песня «Mannish Boy» в исполнении Мадди Уотерса вместе с ещё тремя его песнями, — «Got My Mojo Working», «Hoochie Coochie Man» и «Rollin’ Stone», — входит в составленный Залом славы рок-н-ролла список 500 Songs That Shaped Rock and Roll.